# Conscripció

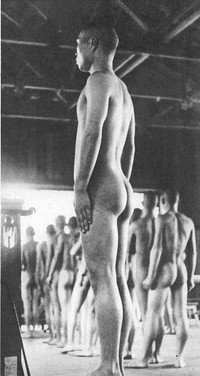
Revisió de reclutes al Japó cap a 1941

La conscripció o reclutament forçós és el reclutament obligatori de persones en algun tipus de servei estatal, amb més freqüència el servei militar. La conscripció es remunta a l'antiguitat i continua vigent en alguns països sota diferents denominacions. El modern sistema de reclutament estatal obligatori d'homes joves per al servei militar, estès per una part molt significativa de països, es remunta a la Revolució Francesa a la dècada de 1790, on es va convertir en la base que va fer possible l'existència d'un exèrcit molt gran i poderós. Més tard la majoria de les nacions europees van copiar per a temps de pau el sistema segons el qual els homes de certa edat servirien d'1 a 3 anys en servei actiu i després serien traslladats a la força de reserva, cridats a files només en cas de conflicte.
Com un dels antecedents més antics a la Xina, l'Estat de Qin va instituir el servei militar obligatori després fer un registre de totes les llars. Això va permetre formar grans exèrcits que no havien de ser remunerats, i va ser un factor clau en la creació de l'Imperi Qin que va conquistar tota la Xina el 221 dC.
Hi ha formes de conscripció que forcen a fer serveis no militars o serveis militaritzats però sense ús de les armes. És el cas del Servei Social obligatori per les dones instituït pel règim fanquista que va ser dirigit per la Secció Femenina de la Falange i també el reclutament majoritàriament forçós de joves per treballar a la mineria al Regne Unit durant la 2a Guerra Mundial o de les tasques sense armes encomanades per l'exèrcit nord-americà als objectors de consciència. També és el cas de la Prestació Social Substitutòria (PSS) que la llei espanyola va instituir per als objectors de consciència al servei militar i que va estar vigent des de 1988 fins a la seva abolició l'any 2001.
La conscripció és polèmica perquè suposa una conculcació de la llibertat i els drets individuals. És contestada a través de l'objecció a la prestació del servei per raons de consciència o per l'objecció política al servei d'un govern amb què no s'està d'acord o a una guerra que és impopular i amb actes d'insubmissió i desobediència a la llei que és considerada injusta. En alguns casos els conscriptors poden evadir legalment el servei sortint del país, però la major part de legislacions ho impedeixen. Alguns sistemes de reclutament militar recullen un servei civil substitutori sense armes, com el vigent a Àustria i Suïssa.

Sense forces armades
Servei militar voluntari
Servei militar obligatori en l'actualitat però en previsió de ser abolit
Servei militar obligatori
Sense dades

A partir de principis del segle xxi, molts estats han passat a formar les seves tropes amb soldats voluntaris o professionals i han deixat d'exercir el reclutament obligatori. Però en la majoria d'aquests la conscripció no s'ha abolit legalment i es reserva la possibilitat de ser utilitzada en cas de guerra o crisi. En els Estats Units, el servei militar va acabar el 1973, però els homes entre 18 i 25 anys estan obligats registrar-se al Sistema de Servei Selectiu per permetre la reintroducció del servei militar obligatori si calgués. A Espanya el servei militar va desaparèixer el 2001 però l'obligatorietat no s'ha tret de la Constitució i és recollida a la llei.

## Història

### En temps premoderns

#### Ilkum
Al voltant del regnat d'Hammurabi (1791–1750 a.C.), l'Imperi Babilònic va utilitzar un sistema de conscripció anomenat Ilkum. Sota aquest sistema, els elegibles havien de servir a l'exèrcit reial en temps de guerra. En temps de pau, en canvi, se'ls va obligar a proporcionar mà d'obra per a altres activitats de l'estat. A canvi d'aquest servei, les persones subjectes a ell obtenien el dret de tenir la terra. És possible que aquest dret no fos el de posseir terres per se, sinó terres específiques subministrades per l'estat.
Es registren diverses formes d'evitar el servei militar. Tot i que va ser prohibit pel Codi d'Hammurabi, la contractació de substituts sembla que es va practicar tant abans com després de la creació del codi. Els registres posteriors mostren que els compromisos d'Ilkum es podrien comerciar regularment. En altres llocs, la gent simplement abandonava les seves ciutats per evitar el seu servei Ilkum. Una altra opció era vendre les terres d'Ilkum i els compromisos juntament amb elles. Amb l'excepció d'algunes classes exemptes, això estava prohibit pel Codi d'Hammurabi.

#### Les taxes medievals
Sota les lleis feudals al continent europeu, els terratinents de l'època medieval van fer complir un sistema pel qual tots els camperols, homes lliures plebeus i nobles de 15 a 60 que vivien al camp o als nuclis urbans, eren convocats per al servei militar quan ho requeria el rei o el senyor local, portant les armes i armadures segons la seva riquesa. Aquestes lleves van lluitar com a lacais, sergents i homes d'armes sota els superiors locals nomenats pel rei o el senyor local com el arrière-ban a França. L'Arrière-ban denotava un impost general, on tots els homes sans d'entre 15 i 60 anys que vivien al Regne de França eren convocats per anar a la guerra pel rei (o el conestable i els mariscals). Els homes eren convocats per l'agutzil (o el sénéchal al sud). Els algutzirs eren administradors militars i polítics instal·lats pel rei per administrar i governar una àrea específica d'una província seguint les ordres i ordres del rei. Els homes convocats d'aquesta manera eren llavors convocats pel tinent que era el representant del rei i governador militar sobre una província sencera formada per molts batlles, senescals i castlans. Tots els homes, des del noble més ric fins al plebeu més pobre, van ser convocats sota l'arrière-ban i se suposava que es presentaven al rei o als seus funcionaris.
A l'Escandinàvia medieval el leiðangr (nòrdic antic), leidang (noruec), leding, (danès), ledung (suec), lichting (neerlandès), expeditio (llatí ) o de vegades leþing (anglès antic), va ser un impost de grangers lliures reclutats a les flotes costaneres per a excursions estacionals i en defensa del regne.
La major part de l'exèrcit anglosaxó, anomenat fyrd, estava compost per soldats anglesos a temps parcial que sortien dels homes lliures de cada comtat. A les lleis de la dècada del 690 d'Ine de Wessex, s'imposen tres nivells de multes a diferents classes socials per negligència del servei militar.
Alguns escriptors moderns afirmen que el servei militar a Europa estava restringit a la noblesa menor terratinent. Aquests thegns eren l'aristocràcia terratinent de l'època i havien de servir amb les seves pròpies armadures i armes durant un cert nombre de dies cada any. L'historiador David Sturdy ha advertit sobre considerar el fyrd com un precursor d'un exèrcit nacional modern format per tots els rangs de la societat, descrivint-lo com una "fantasia ridícula":
| « | La vella creença persistent que els pagesos i els petits agricultors es reunien per formar un exèrcit nacional o fyrd és una estranya il·lusió somiada pels antiquaris a finals del segle XVIII o principis del XIX per justificar el reclutament militar universal. | » |

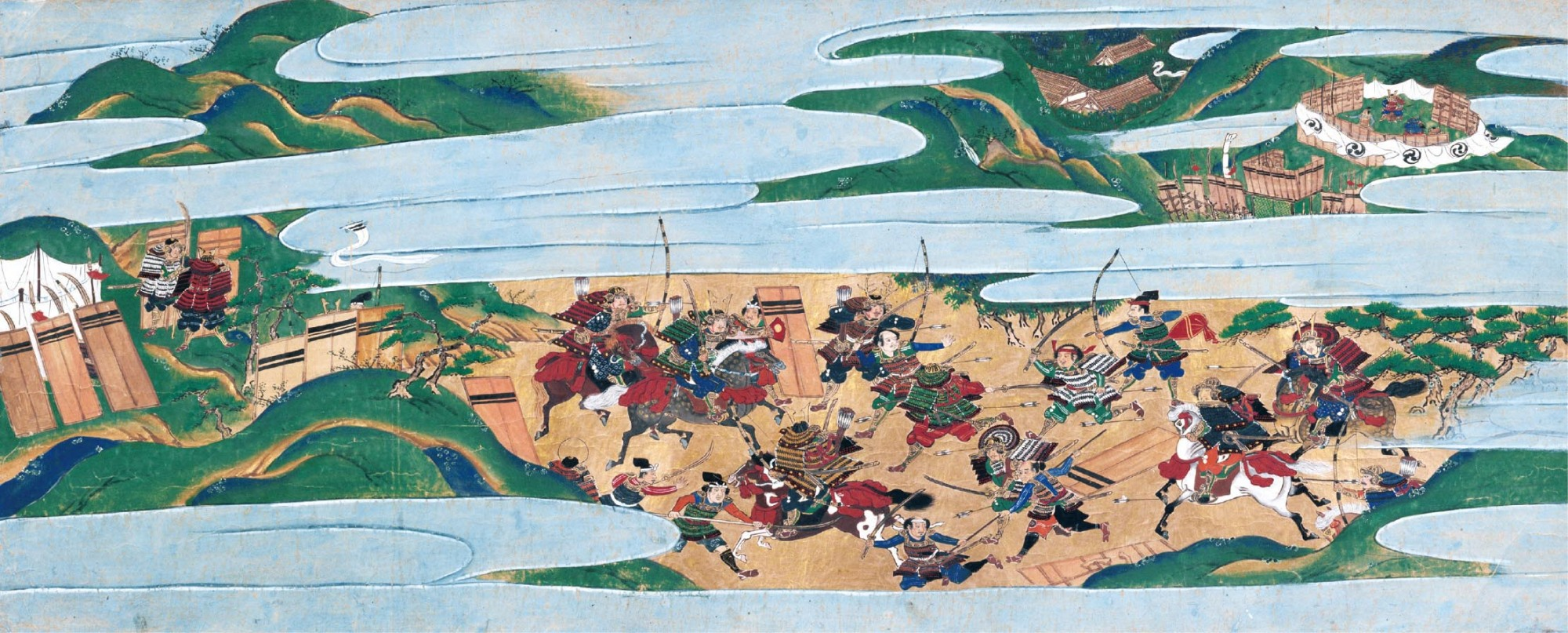
Pintura que representa una batalla durant la guerra d'Ōnin

Al Japó feudal, el decret del shōgun de 1393 va eximir els prestadors de diners dels impostos religiosos o militars, a canvi d'un impost anual. La Guerra Ōnin va debilitar el shōgun i es van tornar a imposar impostos als prestadors de diners. Aquest senyorisme era arbitrari i impredictible per als plebeus. Tot i que els prestadors de diners no eren pobres, diversos senyors els van aprofitar per obtenir ingressos. Els impostos es van fer necessaris per a la supervivència del senyor suprem, permetent al senyor imposar impostos a voluntat. Aquests impostos incloïen l'impost tansen a les terres agrícoles per a les despeses cerimonials. L'impost Yakubu takumai es va augmentar a totes les terres per reconstruir el Santuari d'Ise, i l'impost munabechisen es va imposar a totes les cases. Aleshores, la terra a Kyoto va ser adquirida pels plebeus a través de la usura i el 1422 el shōgun va amenaçar amb recuperar les terres d'aquells plebeus que no van pagar els seus impostos.

#### Esclavitud militar

Geníssers otomans

El sistema dels esclaus militars va ser àmpliament utilitzat a l'Orient Mitjà, començant amb la creació del cos de Turcs soldats-esclaus  (Ghulams o Mamelucs) pel califa abbàssida Al-Mútassim als anys 820 i 830. Les tropes turques aviat van arribar a dominar el govern, establint un patró a tot el món islàmic d'una classe militar dominant, sovint separada per ètnia, cultura i fins i tot religió per la massa de la població, paradigma que va trobar el seu apogeu als Mamelucs d'Egipte i als cossos de geníssers de l'Imperi Otomà, institucions que van sobreviure fins a principis del segle xix.
A mitjans del segle xiv, el sultà otomà Murad I va desenvolupar tropes personals per ser-li lleials, amb un exèrcit d'esclaus anomenat Kapıkulu. La nova força es va construir agafant nens cristians de les terres recentment conquerides, especialment de les zones llunyanes del seu imperi, en un sistema conegut com a devşirme (traduït per "aplegar" o "convertir"). Els nens captius es van veure obligats a convertir-se a l'Islam. Els sultans va fer entrenar els nois joves durant diversos anys. Aquells que mostraven una promesa especial en habilitats de lluita van ser entrenats en habilitats guerreres avançades, posats al servei personal del soldà i convertits en els Geníssers, la branca d'elit del Kapıkulu. D'aquesta manera van ser reclutats diversos comandants militars distingits dels otomans, i la majoria dels administradors imperials i oficials de nivell superior de l'Imperi, com ara Pargalı İbrahim Pasha i Sokollu Mehmet Paşa. El 1609, les forces Kapıkulu del sultà van augmentar fins a unes 100.000 unitats.
En anys posteriors, els sultans van recórrer als Pirates Barbarescos per proveir els seus cossos de geníssers. Els seus atacs a vaixells davant de la costa d'Àfrica o al Mediterrani, i la posterior captura d'homes aptes per a un rescat o venda van proporcionar alguns captius per al sistema del sultà. A partir del segle xvii, les famílies cristianes que vivien sota el domini otomà van començar a sotmetre els seus fills al sistema Kapikulu de bon grat, ja que ho veien com una oportunitat de carrera potencialment inestimable per als seus fills. Finalment, el sultà va recórrer a voluntaris estrangers dels clans guerrers dels Circassians al sud de Rússia per omplir els seus exèrcits geníssers. En conjunt el sistema va començar a trencar-se, la lleialtat dels geníssers es va fer cada cop més sospitosa. Mahmud II va dissoldre per la força el cos genísser el 1826.
Similars als geníssers en origen i mitjans de desenvolupament van ser els mamelucs d'Egipte a l'edat mitjana. Els mamelucs eren en general nens iranians i turcs no musulmans captius que havien estat segrestats o comprats com a esclaus a les costes de Barbària. Els egipcis van assimilar i entrenar els nens i els joves perquè esdevinguessin soldats islàmics que van servir els califes musulmans i els sultans aiubides durant l'edat mitjana. Els primers mamelucs van servir als califes abbàssides a Bagdad del segle ix. Amb el temps es van convertir en una poderosa casta militar. En més d'una ocasió, van prendre el poder, per exemple, governant Egipte del 1250 al 1517.
Des de 1250 Egipte havia estat governat per la dinastia bahrita d'origen Kiptxak. Els esclaus del Caucas van servir a l'exèrcit i van formar un cos d'elit de tropes. Finalment es van revoltar a Egipte per formar la dinastia Burjita. Les excel·lents habilitats de lluita dels mamelucs, els exèrcits islàmics en massa i un nombre aclaparador van aconseguir vèncer les fortaleses cristianes Croades a Terra Santa. Els mamelucs van ser la defensa més reeixida contra l'Il-kanat Mongol de Pèrsia i l'Iraq d'entrar a Egipte.
A la costa occidental d'Àfrica, els musulmans berbers capturaven als no musulmans per posar-los a treballar com a servents. En general van convertir els més joves a l'islam i molts es van assimilar força. Al Marroc, els berbers miraven al sud més que al nord. El sultà marroquí Mulay Ismail, anomenat "el sanguinari" (1672–1727), va emprar un cos de 150.000 esclaus negres, anomenat la seva Guàrdia Negra. Els va utilitzar per coaccionar el país a la submissió.

### En els temps moderns

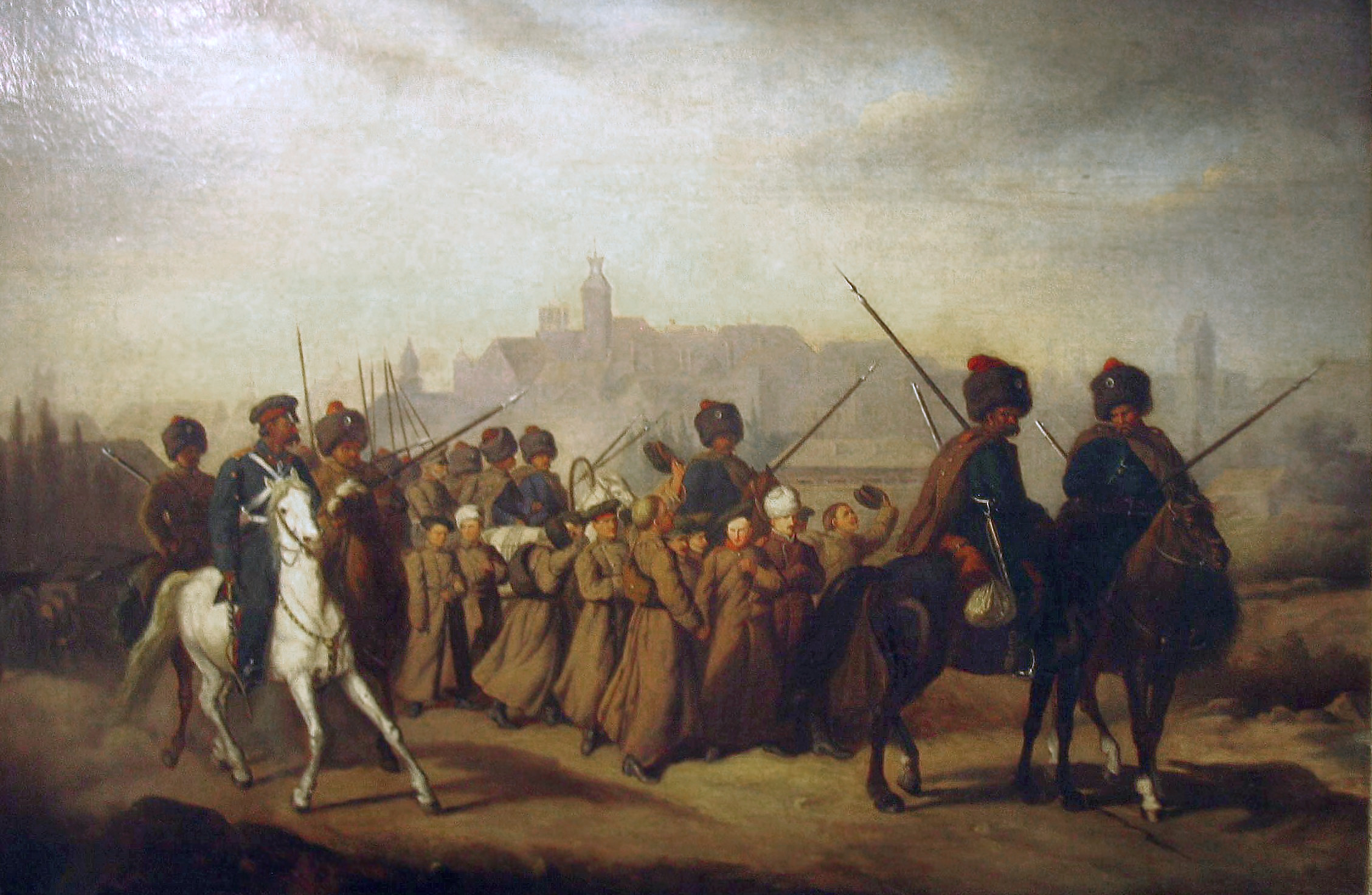
Conscription of Poles to the Russian Army in 1863 (by Aleksander Sochaczewski)

La conscripció moderna, el reclutament militar massiu de ciutadans nacionals (levée en masse), es va idear durant la Revolució Francesa, per habilitar la República per defensar-se dels atacs de les monarquies europees. El diputat Jean-Baptiste Jourdan va donar nom a la Llei del 5 de setembre de 1798, el primer article de la qual deia: 
| «                       | Tot francès és un soldat i es deu a la defensa de la nació | » |
| — Jean-Baptiste Jourdan |                                                            |   |

Va permetre la creació de la Grande Armée, el que Napoleó Bonaparte va anomenar «la nació en armes», que va aclaparar els exèrcits professionals europeus que sovint només arribaven a les desenes de milers. Més de 2,6 milions d'homes van ser incorporats a l'exèrcit francès d'aquesta manera entre els anys 1800 i 1813.
En particular, la derrota de l'Exèrcit prussià va impactar l'establishment prussià, que s'havia cregut invencible després de les victòries de Frederic el Gran. Els prussians estaven acostumats a confiar en una organització superior i en factors tàctics com l'ordre de batalla per centrar les tropes superiors contra les inferiors. Tenint en compte unes forces aproximadament equivalents, com era generalment el cas dels exèrcits professionals, aquests factors van mostrar una importància considerable. No obstant això, van esdevenir considerablement menys importants quan els exèrcits prussians es van enfrontar a les forces de Napoleó que en alguns casos van superar en nombre les seves en més de deu a un. Scharnhorst va defensar l'adopció de la levée en masse, la conscripció militar utilitzada per França. El Krümpersystem va ser l'inici del servei obligatori de curta durada a Prússia, a diferència del reclutament a llarg termini utilitzat anteriorment.
A l'Imperi Rus, el temps de servei militar "degut" pels serfs era de 25 anys a principis del segle xix. El 1834 es va reduir a 20 anys. Els reclutes no havien de tenir menys de 17 anys ni més de 35. El 1874 Rússia va introduir el reclutament universal en el patró modern, una innovació que només va ser possible per l'abolició de la servitud el 1861. La nova llei militar va decretar que tots els súbdits russos masculins, quan arribessin als 20 anys, podien servir a l'exèrcit durant sis anys.
En les dècades prèvies a la Primera Guerra Mundial, el reclutament universal seguint línies generalment prussianes es va convertir en la norma per als exèrcits europeus, i els que es van modelar a partir d'ells. El 1914, els únics exèrcits substancials que encara depenien completament de l'allistament voluntari eren els de Gran Bretanya i els Estats Units. Algunes potències colonials, com França, reservaven els seus exèrcits de reclutament per al servei a domicili mentre mantenien unitats professionals per a les tasques a l'estranger.

#### Guerres Mundials

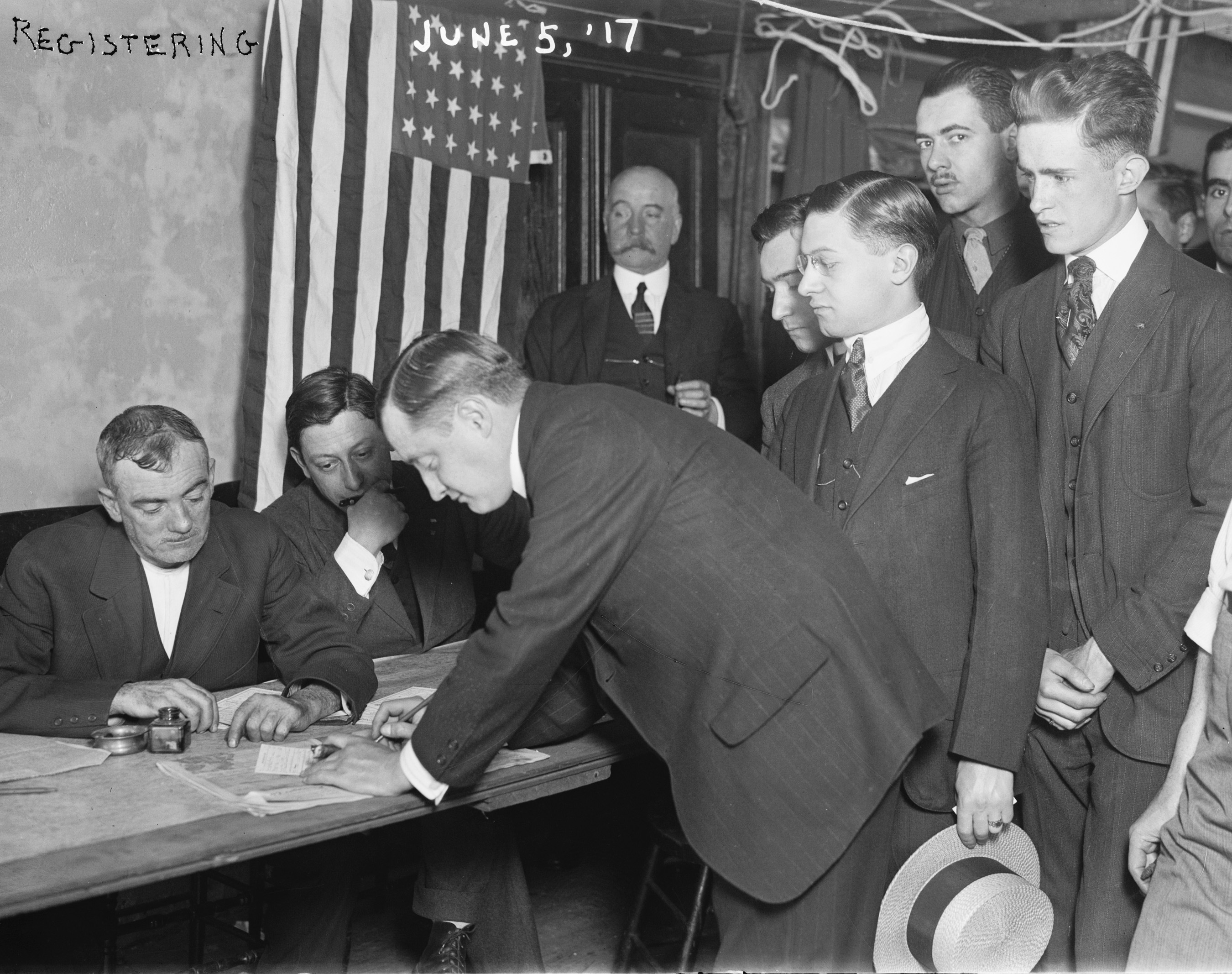
Joves que es registren per al servei militar durant la Primera Guerra Mundial, Nova York, 5 de juny de 1917

El rang d'edats elegibles per al reclutament es va ampliar per satisfer la demanda nacional durant les guerres mundials. Als Estats Units, el Sistema de Serveis Selectius va seleccionar homes per a la Primera Guerra Mundial inicialment en una franja d'edat de 21 a 30 anys, però va ampliar la seva elegibilitat el 1918 a una franja d'edat de 18 a 45. En el cas d'una mobilització generalitzada de forces on el servei inclou la defensa davant la casa, les edats dels reclutes poden ser molt més altes, amb els reclutes més antics ocupant rols que requereixen menor mobilitat.
El reclutament d'edat ampliada va ser comú durant la Segona Guerra Mundial: a Gran Bretanya, es coneixia comunament com "call-up" i es va estendre fins als 51 anys. L'Alemanya nazi l'anomenava Volkssturm ("Tempesta popular") i incloïa nens de 16 anys i homes de 60 anys. Durant la Segona Guerra Mundial, tant Gran Bretanya com la Unió Soviètica van reclutar dones. Els Estats Units estaven a punt de reclutar dones al cos d'infermeres perquè preveien que necessitarien el personal addicional per a la seva invasió planificada del Japó. Tanmateix, els japonesos es van rendir i la idea va ser abandonada.

### Guerra russo-ucraïnesa

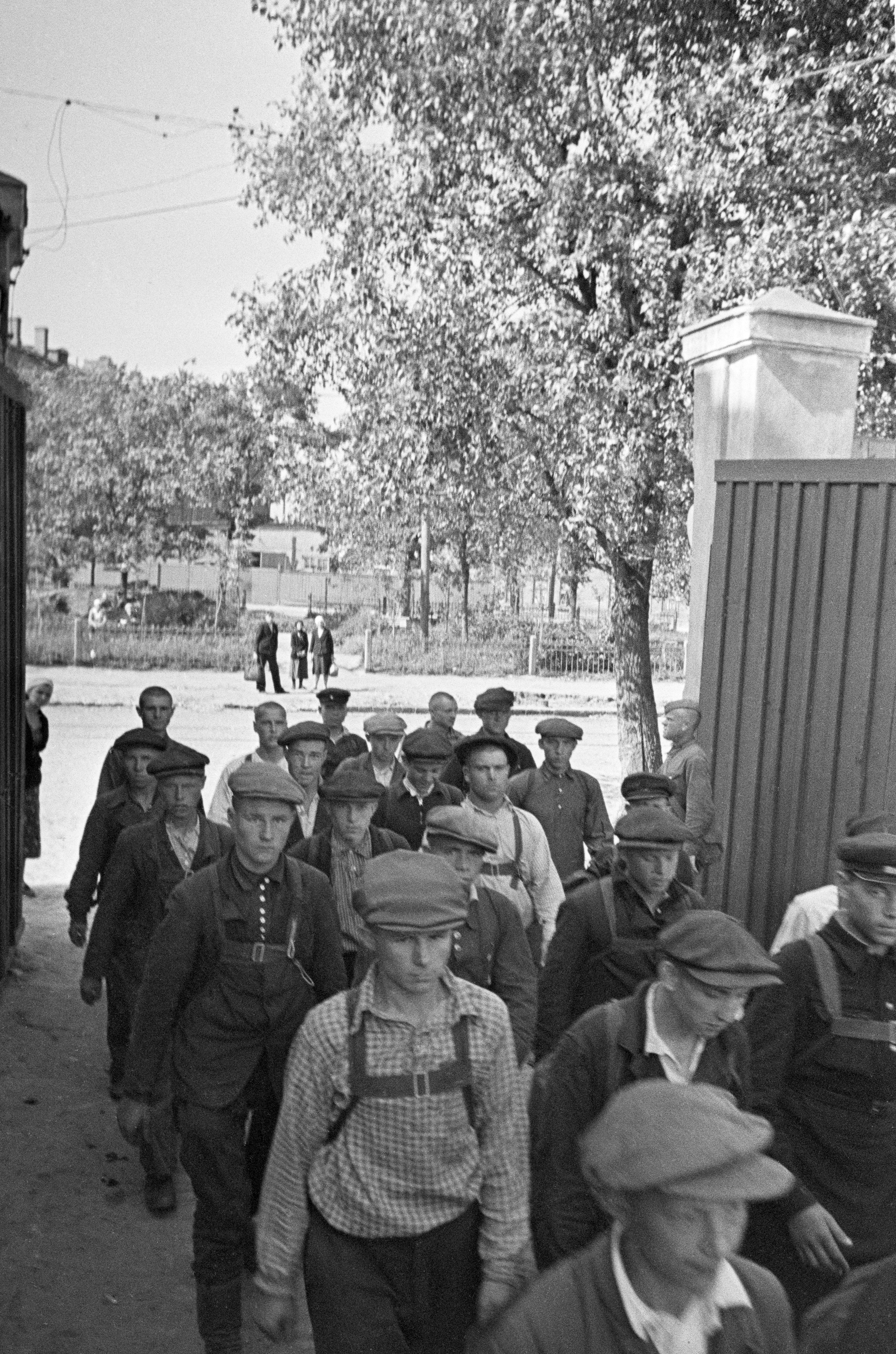
Reclutes de l'URSS, Moscou, 1941

El 5 de novembre de 2022, durant la invasió russa d'Ucraïna del 2022, el president Vladímir Putin va signar un decret de mobilització a l'exèrcit rus. Des de mitjans de novembre de 2022, més de 300.000 persones van ser reclutades, moltes de les quals van ser enviades per reforçar les unitats de l'exèrcit rus que ocupaven les regions d'Ucraïna.

## Per país
| País                                 | Conscripció | Sexe conscripció                                                               |
| ------------------------------------ | --- | ------------------------------------------------------------------------------ |
| Afganistan                           | No (abolida el 1992) | N/A                                                                            |
| Albània                              | No (abolida el 2010) | N/A                                                                            |
| Algèria                              | Sí | Homes                                                                          |
| Angola                               | Sí | Homes                                                                          |
| Argentina                            | No. Voluntari; el reclutament es pot ordenar per motius especificats; per la Llei Pública núm. 24.429 promulgada el 5 de gener de 1995 | N/A                                                                            |
| Armènia                              | Sí | Homes                                                                          |
| Austràlia (Conscripció)              | No (abolida pel parlament el 1972) | N/A                                                                            |
| Àustria                              | Sí (servei alternatiu disponible) | Homes, i dones voluntàries                                                     |
| Azerbaidjan                          | Sí | Homes                                                                          |
| Bahames                              | No | N/A                                                                            |
| Bangladesh                           | No (però pot ser voluntari a Bangla Desh Ansar) | N/A                                                                            |
| Barbados                             | No | N/A                                                                            |
| Bèlgica                              | No (suspès per temps de pau el 1992 i es va actiu el 1994) | N/A                                                                            |
| Belize                               | No | N/A                                                                            |
| Bhutan                               | No | N/A                                                                            |
| Bolívia                              | Sí (quan el nombre anual de voluntaris no arriba a l'objectiu) | Homes i dones                                                                  |
| Bòsnia i Hercegovina                 | No (abolida l'1 de gener de 2006) | N/A                                                                            |
| Brasil (Conscripció)                 | Sí, però gairebé tots els reclutes han estat voluntaris els darrers anys. (El servei alternatiu està previst a la llei, però no s'aplica) | Homes                                                                          |
| Bulgària                             | No (abolida per llei l'1 de gener de 2008) | N/A                                                                            |
| Canadà                               | No (es va produir durant els anys 1917-1918 i 1940-1945) | N/A                                                                            |
| Xile                                 | Sí | Homes                                                                          |
| República Popular de la Xina         | No (Els ciutadans homes de 18 anys o més han de registrar-se per al servei militar a les oficines de reclutament de l'EPL, però la política no s'aplica. Política exempta a Hong Kong i Macao)                                                                       | N/A                                                                            |
| Colòmbia                             | Sí | Homes                                                                          |
| Croàcia                              | No (abolida per llei el 2008) | N/A                                                                            |
| Cuba                                 | Sí | Homes                                                                          |
| Xipre (Conscripció)                  | Sí (servei alternatiu disponible) | Homes                                                                          |
| Txèquia                              | No (abolida el 2005) | N/A                                                                            |
| Dinamarca (Conscripció)              | Sí per llei, però, la gran majoria dels reclutes han estat voluntaris durant els últims anys. According to Jyllands Posten, conscription has va finalitzar el practice. (servei alternatiu disponible)                                                               | Homes                                                                          |
| Djibouti                             | No | N/A                                                                            |
| Equador                              | No (es va finalitzar el 2008) | N/A                                                                            |
| Egypt (Conscripció)                  | Sí (servei alternatiu disponible) | Homes                                                                          |
| El Salvador                          | No. Legal, però es posa en pràctica. | N/A                                                                            |
| Eritrea                              | Sí (18 mesos per llei, però sovint prorrogat indefinidament) | Homes i dones                                                                  |
| Estònia                              | Sí (servei alternatiu disponible) | Homes, i dones voluntàries                                                     |
| Eswatini                             | No | N/A                                                                            |
| Finlàndia (Conscripció)              | Sí (servei alternatiu disponible) | Homes, i dones voluntàries                                                     |
| França                               | No (suspès per temps de pau el 2001)Service national universel (military and civil applications) being instituted as of 2021 | Homes i dones                                                                  |
| Gàmbia                               | No | N/A                                                                            |
| Alemanya (Conscripció)               | No (suspès per temps de pau per la legislatura federal a partir de l'1 de juliol de 2011) | Homes                                                                          |
| Grècia (Conscripció)                 | Sí (servei alternatiu disponible) | Homes                                                                          |
| Hongria                              | No (el reclutament militar en temps de pau abolit el 2004) | N/A                                                                            |
| Índia                                | No | N/A                                                                            |
| Indonèsia                            | No (But has a similar system, called PKRS (Pertahanan Keamanan Rakyat Semesta, Universal People's Defense and Security). In the event of war, the government will draft all men and women).                                                                          | N/A                                                                            |
| República d'Irlanda                  | No | N/A                                                                            |
| Iran                                 | Sí | Homes                                                                          |
| Iraq                                 | No (abolida el 2003) | N/A                                                                            |
| Israel (Conscripció)                 | Sí | Homes i dones Jews, Homes Druze and Circassians, Homes i dones Arab volunteers |
| Itàlia                               | No (suspended for peacetime in 2005) | N/A                                                                            |
| Jamaica                              | No | N/A                                                                            |
| Japó                                 | No. La Constitució japonesa va abolir el servei obligatori. L'allistament a Força d'Autodefensa del Japó és voluntari als 18 anys. | N/A                                                                            |
| Jordània                             | No (va finalitzar el 1992) | N/A                                                                            |
| Corea del Nord                       | Sí | Homes i dones                                                                  |
| Corea del Sud                        | Sí (servei alternatiu disponible) The military service law was established in 1948. | Homes                                                                          |
| Kuwait                               | Sí | Homes                                                                          |
| Letònia                              | Sí (abolished in 2007, reintroduced in 2023) | Homes                                                                          |
| Líban                                | No (abolida el 2007) | N/A                                                                            |
| Líbia                                | Sí | Homes                                                                          |
| Lituània                             | Sí (about 3000 to 4000 conscripts each year must be selected, out of whom up to 10% serve involuntarily) | Homes                                                                          |
| Luxemburg                            | No | N/A                                                                            |
| Malàisia                             | No, (Malaysian National Service) suspended from January 2015 due to government budget cuts | N/A                                                                            |
| Maldives                             | No | N/A                                                                            |
| Malta                                | No | N/A                                                                            |
| Mèxic                                | Sí | Homes                                                                          |
| República de Moldàvia                | Sí | N/A                                                                            |
| Marroc                               | Sí (reintroduït el 2018) | Homes i dones                                                                  |
| Moçambic                             | Sí | Homes i dones                                                                  |
| Myanmar                              | Les fonts difereixen Sí, però no obligatori (en data gener 2011). No (FWCC) | Homes i dones                                                                  |
| Països Baixos (Conscripció)          | No, la conscripció activa va finalitzar el 1997 (excepte per Curaçao i Aruba) | Homes i dones                                                                  |
| Nova Zelanda                         | No (abolida el December 1972) | N/A                                                                            |
| Nigèria                              | No. No obstant això, d'acord amb la Llei del Cos de Serveis Juvenils Nacionals de Nigèria, els graduats d'institucions terciàries han de prestar servei nacional durant un any. El servei comença amb un entrenament militar de 3 setmanes.                          | N/A                                                                            |
| Macedònia del Nord                   | No (abolida el 2006) | N/A                                                                            |
| Noruega                              | Sí per llei, però a la pràctica la gent no està obligada a servir contra la seva voluntat. També els objectors totals no són castigats des del 2011, sinó que simplement estan exempts del servei.                                                                   | Homes i dones                                                                  |
| Pakistan                             | No | N/A                                                                            |
| Filipines (Conscripció)              | No (abolida el 2016) | N/A                                                                            |
| Polònia                              | No (va finalitzar el 2009) | N/A                                                                            |
| Portugal                             | No (El reclutament militar en temps de pau es va abolir el 2004, però encara hi ha una obligació militar simbòlica per a totes les persones de 18 anys, dels dos sexes. S'anomena Dia de la Defensa Nacional (Dia da Defesa Nacional en portuguès)).                 | N/A (obligació simbòlica és tant per a homes com per a dones)                  |
| Qatar                                | Sí | Homes                                                                          |
| Romania                              | No (aturat l'1 de gener de 2007) | N/A                                                                            |
| Rússia (Conscripció)                 | Sí (servei alternatiu disponible) | Homes                                                                          |
| Ruanda                               | No | N/A                                                                            |
| Saudi Arabia                         | No | N/A                                                                            |
| Sèrbia                               | No | N/A                                                                            |
| Seychelles                           | No | N/A                                                                            |
| Singapur                             | Sí | Homes                                                                          |
| Eslovàquia                           | No (abolida el January 1, 2006) | N/A                                                                            |
| Eslovènia                            | No | N/A                                                                            |
| Sud-àfrica                           | No (va finalitzar el 1994, formalized in 2002) | N/A                                                                            |
| Espanya                              | No (abolida per llei el 31 de desembre de 2001) | N/A                                                                            |
| Suècia                               | Sí (servei alternatiu disponible) | Homes i dones                                                                  |
| Suïssa                               | Sí (servei alternatiu disponible) | Homes                                                                          |
| Síria                                | Sí | Homes                                                                          |
| Taiwan (República de la Xina)        | Sí (servei alternatiu disponible) According to the Defence Minister, from 2018 there will be no compulsory enlistment for military service, however all men born after 1995 have 4 months of compulsory military training, which will increase to 1 year after 2024. | Homes                                                                          |
| Tailàndia                            | Sí | Homes                                                                          |
| Tonga                                | No | N/A                                                                            |
| Trinitat i Tobago                    | No | N/A                                                                            |
| Tunísia                              | Sí | Homes i dones                                                                  |
| Turquia (Conscripció)                | Sí | Homes                                                                          |
| Emirats Àrabs Units                  | Sí (servei alternatiu disponible) Implementat l'any 2014, obligatori per als ciutadans de les llars de 18 a 30 anys) | Homes, i dones voluntàries                                                     |
| Ucraïna                              | Sí (abolit el 2013, restablert el 2014 i en curs) | Homes                                                                          |
| Regne Unit (Conscripció)             | No (es va produir des de 1916 fins a 1920 i des de 1939 fins al 31 de desembre de 1960, excepte el regiment de les Bermudes (abolit el 2018)) | N/A                                                                            |
| Estats Units d'Amèrica (Conscripció) | No (abandonada l'any 1973), però encara cal registrar-se entre els homes de 18 a 25 anys. | N/A                                                                            |
| Vanuatu                              | No | N/A                                                                            |
| Veneçuela                            | Sí | Homes i dones                                                                  |